# Маркиз Приего

Геральдические цвета рода Кордоба

Маркиз Приего или Прьего (исп. Marquesado de Priego) — испанский титул, созданный Фердинандом Католиком 9 декабря 1501 года для Педро Фернандеса де Кордова-и-Пачеко, 7-го сеньора Агилара (1470—1517), из рода Кордоба. Он был одним из 25-ти первых грандов Испании.
Название титула отсылает к городу Приего-де-Кордова в Андалусии, в современной провинции Кордова. Помимо него, первым маркизам Прьего принадлежали также Агилар-де-ла-Фронтера, Монтилья, Пуэнте-Хениль, Кастро-дель-Рио, Каркабуэй, Монтурке, Монтеалегре, Менесес и иные имения.
В 1603 г. маркизу Прьего был пожалован титул маркиза Монтальбан. В середине XVII века члены этого семейства унаследовали древний и славный титул герцога де Ферия с сопутствующими ему замками и земельными владениями.
После того, так в XVIII веке в род Кордоба перешли также титулы и имения герцогов Мединасели, Сегорбе и Кардона, эта фамилия стала одной из самых богатых на Пиренеях. Указанные титулы оставались в руках этого семейства до начала XXI века.

## Список маркизов Приего
|                                   | Титул | Период                            |
| Креация Фердинанда V и Изабеллы I | Креация Фердинанда V и Изабеллы I | Креация Фердинанда V и Изабеллы I |
| --------------------------------- | --- | --------------------------------- |
| I                                 | Педро Фернандес де Кордоба и Пачеко (1470 — 14 января 1517), сын Альфонсо Фернандеса де Кордоба, 6-го сеньора де Агилар де ла Фронтера и де Прьего (ок. 1450—1501), и Каталины Пачеко и Портокарреро (ум. 1503)                                                                       | 1501—1517                         |
| II                                | Каталина Фернандес де Кордоба и Энрикес (1502 — июнь 1569), старшая дочь предыдущего и Эльвиры Энрикес, жена Лоренсо Суареса де Фигероа и Толедо, 3-го графа де Фериа (ок. 1460—1528)                                                                                                 | 1517—1569                         |
| III                               | Каталина Фернандес де Кордоба и Понсе де Леон, (25 августа 1547 — 27 сентября 1574), единственная дочь Педро Фернандеса де Кордоба и Фигероа, 4-го графа де Фериа (1518—1552), жена Альфонсо Фернандеса де Кордоба и Фигероа, 1-го маркиза де Виллафранка (ок. 1500—1589)             | 1569—1574                         |
| IV                                | Педро Фернандес де Кордоба и Фернандес де Кордоба (31 декабря 1563 — 24 августа 1606), старший сын Альфонсо Фернандеса де Кордоба и Фигероа, 1-го маркиза де Виллафранка (ок. 1500—1589), и Каталины Фернандес де Кордоба и Понсе де Леон, 3-й маркизы де Прьего                      | 1574—1606                         |
| V                                 | Алонсо Фернандес де Кордова и Энрикес де Рибера (9 октября 1588 — 24 июля 1645), старший сын предыдущего и Хуаны Энрикес де Рибера и Кортес (ум. 1635) | 1606—1645                         |
| VI                                | Луис Игнасио Фернандес де Кордова Фигероа (6 сентября 1623 — 20 августа 1665), младший сын предыдущего и Хуаны Энрикес де Рибера и Тельес-Хирон (ум. 1649) | 1645—1665                         |
| VII                               | Луис Маурисио Фернандес де Кордова Фигероа (4 октября 1650—1690), старший сын предыдущего и Марианы Фернандес де Кордовы (1628—1673) | 1665—1690                         |
| VIII                              | Мануэль Луис Фернандес де Кордова Фигероа (25 декабря 1679 — 11 июня 1700), старший сын предыдущего и Феличе Марии Жозефы Бернарды Андре Луизы де ла Серда и Арагон-Фольк де Кардона (1657—1709)                                                                                      | 1690—1700                         |
| IX                                | Николас Фернандес де Кордоба и де ла Серда (24 июня 1682 — 19 марта 1739), второй сын Луиса Фернандеса де Кордобы и Фернандеса де Кордобы, 7-го маркиза Прьего, Феличе Марии Жозефы Бернарды Андре Луизы де ла Серда и Арагон-Фольк де Кардона (1657—1709), младшийц брат предыдущего | 1700—1739                         |
| X                                 | Луис Фернандес де Кордоба и Спинола (24 сентября 1704 — 14 января 1768), старший сын предыдущего и Джеронимы Спинолы и де ла Серда (1687—1735) | 1739—1768                         |
| XI                                | Педро де Алькантара Фернандес де Кордоба и Монкада (10 ноября 1730 — 24 ноября 1789), единственный сын предыдущего от первого брака с Марией Терезой де Монкада и Бенавидес, 7-й маркизой де Аутона (1707—1756)                                                                       | 1768—1789                         |
| XII                               | Луис Фернандес де Кордоба и Гонзага (17 апреля 1749 — 12 ноября 1806), единственный сын предыдущего от первого брака с Марией Франсиской Саверия Гонзага ди Кастильоне (1731—1757) | 1789—1806                         |
| XIII                              | Луис Фернандес де Кордоба и Бенавидес (12 августа 1780 — 7 июля 1840), единственный сын предыдущего от Хоакины де Бенавидес и Пачеко, 3-й герцогини де Сантистебан-дель-Пуэрто (1746—1825)                                                                                            | 1806—1840                         |
| XIV                               | Луис Фернандес де Кордоба и Понсе де Леон (18 сентября 1813 — 6 января 1873), старший сын предыдущего и Марии де ла Консепсьон Понсе де Леон и Карвахаль (1783—1856) | 1840—1873                         |
| XV                                | Луис Фернандес де Кордоба и Перес де Баррадас (20 марта 1851 — 14 мая 1879), старший сын предыдущего от Анжелы Перес де Баррадас и Бернуй, 1-й герцогини де Тарифа (1827—1903) | 1873—1879                         |
| XVI                               | Луис Фернандес де Кордоба и Салаберт (16 января 1880 — 13 июля 1956), единственный сын предыдущего от второго брака с Касильдой Ремигией де Салаберт и Артеага, 11-й герцогиней де Сьюдад-Реаль (1858—1936)                                                                           | 1880—1956                         |
| XVII                              | Виктория Евгения Фернандес де Кордоба и Фернандес де Хенестроса (16 апреля 1917 — 18 августа 2013), старшая дочь предыдущего от первого брака с Аной Марией Фернандес де Хенестроса и Гайосо де лос Кобос (1879—1939)                                                                 | 1956—2013                         |